# 양원용
양원용(梁源容, 일본식 이름: 梁原龍, 1895년 6월 18일 ~ ?)은 일제강점기의 법조인으로, 전라남도 담양군 출신이다.

## 생애
1920년 3월 일본 교토 제3고등학교 대학예과 제1부를 졸업했으며 1920년 4월 입학할 때부터 1923년 3월 졸업할 때까지 교토 제국대학 법학부 법률학과에 재학했다. 1923년 12월 대구지방법원 사법관시보로 임명되었고 1926년 3월 공주지방법원 판사로 임명되었다.
1928년 11월 16일 일본 정부로부터 쇼와대례기념장을 받았으며 1931년 2월 20일 대구지방법원 판사 겸 대구복심법원 판사, 1937년 2월 19일 부산지방법원 판사로 각각 임명되었다. 1937년 3월 5일 일본 정부로부터 훈6등 서보장을 받았고 1937년 12월 27일 경성지방법원 판사로 임명되었다. 1938년 10월 27일부터 1942년 11월 27일 퇴직할 때까지 경성지방법원 인천지청 판사로 근무했으며 1941년 1월 11일 일본 정부로부터 훈5등 서보장을 받았다.
경성지방법원 인천지청 판사로 재직 중이던 1939년 12월 11일 보안법 위반 혐의로 체포된 이주하에게 징역 4개월을 선고했으며, 1942년 12월 경성부에서 변호사를 개업했다.
광복 이후에는 한때 서울특별시에서 변호사로 근무하기도 했지만, 한국 전쟁 때인 1950년 8월 3일 납북되었다.
친일파 708인 명단의 조선총독부 판사 부문, 민족문제연구소의 친일인명사전 수록자 명단의 사법 부문에 포함되었다.

## 참고자료
- 민족문제연구소 (2009). 〈양원용〉. 《친일인명사전 2 (ㅂ ~ ㅇ)》. 서울. 471쪽.